# Translohr Clermont-Ferrand

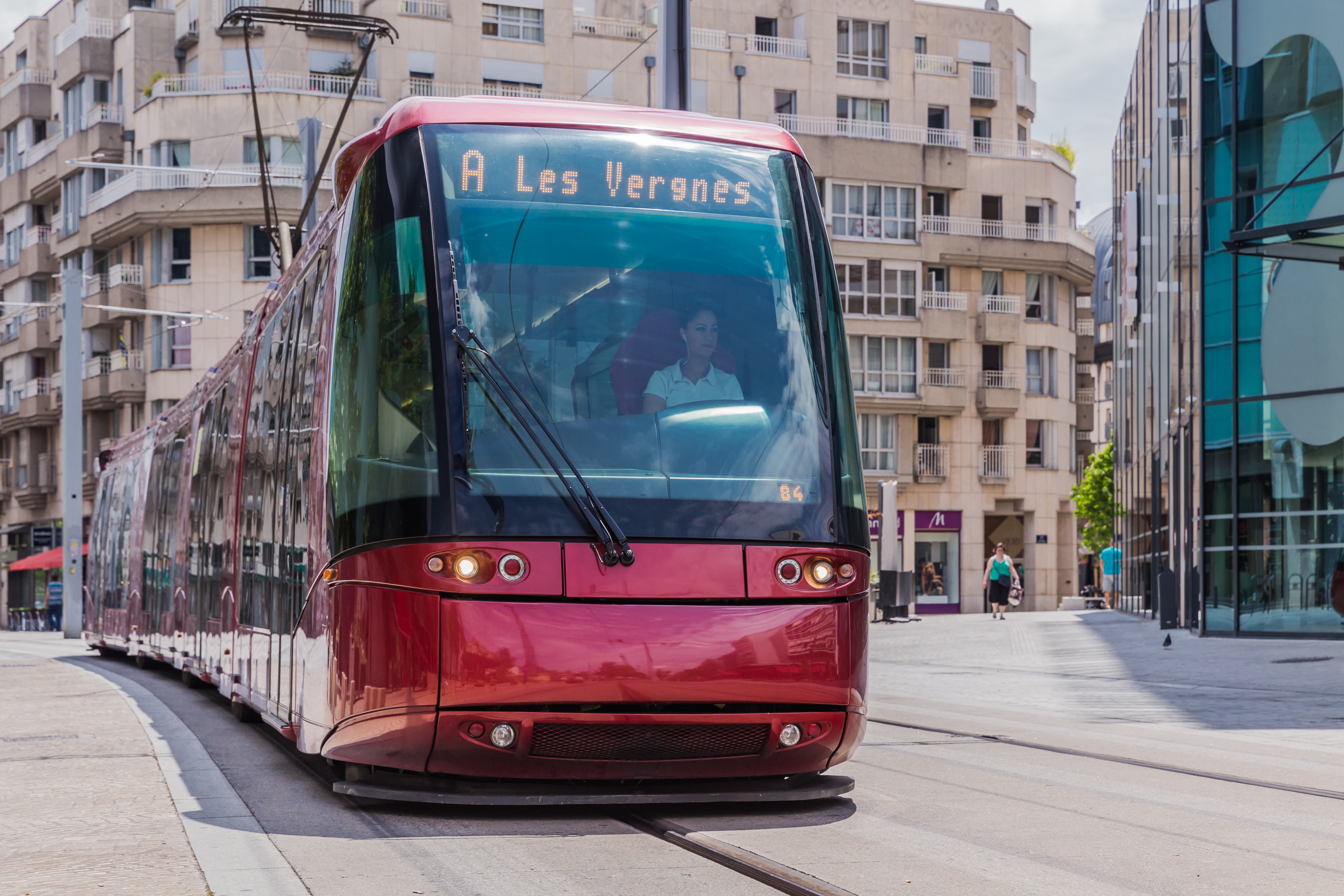

Der Translohr Clermont-Ferrand ist eine Tramway sur pneumatiques, französisch für Straßenbahn auf Gummirädern, nach dem System Translohr. Das Verkehrssystem in der französischen Stadt Clermont-Ferrand, vor Ort (französisch Tramway de Clermont-Ferrand) genannt, wird vom Verkehrsunternehmen Société mixte des transports en commun de l’agglomération clermontoise geführt, dieses betreibt darüber hinaus 19 Omnibuslinien mit einer kumulierten Linienlänge von 241 Kilometern. In ihrem Einzugsgebiet leben rund 262.000 Einwohner.

## Geschichte
Die Entscheidung für die Einführung des Systems Translohr in Clermont-Ferrand fiel im Jahr 2000. Zuvor verkehrte in der Stadt bereits von 1890 bis 1956 eine gewöhnliche Straßenbahn. Am 14. Dezember 2001 wurde der Bau der Strecke vertraglich geregelt. Die Kosten wurden vorab auf rund 116 Millionen Euro geschätzt, von denen 35 bis 40 Prozent für die Fahrzeuge, 30 Prozent für die Trasse, etwa 20 Prozent für die Oberleitung und der Rest für das Schienenmaterial verwandt werden sollten. Der Translohr in Clermont-Ferrand war die weltweit erste Anlage dieses Systems, die einzige Linie A ging in drei Etappen wie folgt in Betrieb:
- 14. Oktober 2006: Champratel – CHU Gabriel Montpied, 9,3 Kilometer, 22 Haltestellen
- 27. August 2007: CHU Gabriel Montpied – La Pardieu Gare, 4,4 Kilometer, neun zusätzliche Haltestellen
- 14. Dezember 2013: Champratel – Les Vergnes, 1,7 Kilometer, drei zusätzliche Haltestellen

Insgesamt werden somit 34 Stationen bedient, wobei die vier Haltestellen La Chaux, Cézeaux Pellez, Campus und Margeride auf der Gemarkung der Nachbargemeinde Aubière liegen. Das Depot befindet sich an der Station Champratel.
Charakteristisch für das Translohr-System ist die Führung der Fahrzeuge über eine mittig angeordnete Leitschiene, die Räder sind mit Gummireifen ausgestattet. Dank des hohen Reibungskoeffizienten der Gummireifen auf Beton stellen die bis zu zwölf Prozent ansteigenden Abschnitte der Strecke für diese Fahrzeuge kein Problem dar.

## Fahrzeuge
2005 wurden insgesamt 20 Fahrzeuge vierteilige Translohr-Fahrzeuge des Typs STE4 beschafft, später folgten weitere sechs. Nachdem ein Fahrzeug 2009 ausbrannte, reduzierte sich die Gesamtzahl auf 25 Stück.

## Zukunft
Von politischer Seite wird die Zukunftstauglichkeit des Systems bezweifelt. Für eine angedachte Linie B, die unter anderem den Bahnhof der Stadt bedienen soll, wird der Bau einer konventionellen Straßenbahnlinie in Erwägung gezogen. In diesem Fall könnte die Linie A anlässlich größerer Instandhaltungsarbeiten nach 2030 angeglichen werden. Die Skepsis bestätigte sich, als 2018 die Produktion der Translohr-Fahrzeuge eingestellt wurde.